# 習志野牧場
習志野牧場（ならしのぼくじょう）は北海道白老町にある競走馬の生産牧場である。創業者は吉田善二郎。父の吉田善助が創業した社台牧場から独立して開設された。

## 吉田家との関連
- 吉田善二郎の父である吉田善助は社台牧場を創業した。

- 吉田善助の父は吉田善太郎であり、札幌市の開拓功労者の一人として藍綬褒章を受章している。

- 吉田善太郎の弟である吉田権太郎は吉田牧場を創業し、リュウズキやテンポイントなどの競走馬を輩出した。

- 吉田善二郎の弟である吉田善哉は社台牧場から独立して社台ファームを開設し、社台グループを築いた[1]。

## 主な生産馬
括弧内は主な勝ち鞍
- コスモクイーン（1974年産：1976年栄冠賞）[2][3]
- コスモバイオニック（1975年産：1977年ひまわり賞）[4][5]
- ミスティックスター（1983年産：1989年マイラーズカップ、CBC賞）[6][7]
- ジョーロアリング（1986年産：1991年阪急杯）[8][9]
- ツジユートピアン（1990年産：1993年きさらぎ賞）[10][11]
- イーアシオーン（1991年産：1998年報知グランプリカップ）[12][13]
- ジョービッグバン（1995年産：1999年函館記念、2000年中山金杯、小倉大賞典）[14][15]
- ブラボーオペラ（1999年産：2004年ばん阿賞）[16][17]
- エストレーモ（2010年産：2013年スプリングカップ）[18][19]